# Gymnogryllus chabanaudi
Gymnogryllus chabanaudi är en insektsart som beskrevs av Lucien Chopard 1925. Gymnogryllus chabanaudi ingår i släktet Gymnogryllus och familjen syrsor. Inga underarter finns listade i Catalogue of Life.